# Wenus z Moravan

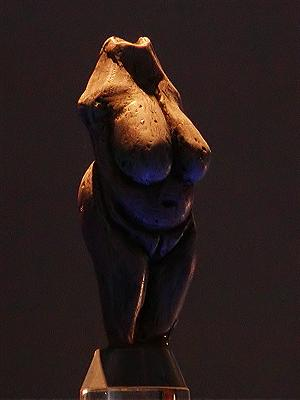
Wenus z Moravan

Wenus z Moravan, Wenus Morawiańska – nazwa nadana figurce paleolitycznej Wenus pochodzącej z okresu kultury graweckiej, odkrytej w Moravanach nad Váhom w kraju trnawskim na Słowacji. Obecnie przechowywana jest na Wydziale Archeologii Słowackiej Akademii Nauk w Nitrze.
Wykonana z kości mamuta figurka ma 7,5 cm wysokości, 2,0 cm szerokości i 2,7 cm grubości. Datowana metodą radiowęglową na 22,8 tys. lat p.n.e. Przedstawia schematycznie zarysowaną postać kobiecą, z wyraźnie uwydatnionymi cechami płciowymi, pozbawioną natomiast rąk i głowy. Została odkryta w latach 30. XX wieku na terenie prehistorycznego obozowiska łowców mamutów w Moravanach nad Váhom. Podczas niemieckiej okupacji Czechosłowacji, stanowisko zostało latach 1941-1943 przebadane przez niemieckiego archeologia Lothara Zotza, który wywiózł figurkę. Zotz zaprezentował później figurkę w Paryżu, gdzie Henri Breuil potwierdził jej autentyczność. Odlew figurki trafił do paryskiego Musée de l’Homme. Po śmierci Zotza w 1967 roku figurka dzięki staraniom czechosłowackich uczonych wróciła na Słowację.